# Шёберг, Густав
Ивар Гу́став Альбе́рт Шёберг (швед. Ivar Gustav Albert Sjöberg; 23 марта 1913 — 3 октября 2003) — шведский футболист, играл на позиции вратаря. Участник чемпионата мира 1938 года и летних Олимпийских игр 1936 года.

## Биография

### Клубная карьера
Шёберг в юности занимался хоккеем с шайбой, хоккеем с мячом и гандболом. Затем он сосредоточился на футболе, который стал для него главным видом спорта. В 1929 году он присоединился к молодёжному составу АИКа, где высоко зарекомендовал себя. Дебютировал в лиге Аллсвенскан 31 июля 1932 года в матче с «Хальмией» — АИК одержал победу со счётом 7:3, но в дебютном сезоне сыграл 5 матчей. Он проигрывал конкуренцию основному вратарю АИКа Эйвару Видлунду.
В сезоне 1935/36 закрепился в основном составе АИКа, в котором на долгие 15 сезонов стал основным вратарём. В 1937 году завоевал с этим клубом чемпионским титул. Его последним матчем в карьере стал матч с «Гётеборгом», который состоялся 21 мая 1950 года — АИК проиграл 0:4. Всего в лиге Аллсвенскан Шёберг сыграл 321 матч.

### Карьера в сборной
Дебютировал за сборную Швеции 17 мая 1937 года в товарищеском матче со сборной Англии — Швеция проиграла матч со счётом 0:4.
Был участником Олимпийских игр 1936 года и чемпионата мира 1938 года, но на этих турнирах на поле не выходил. Всего за сборную Швеции сыграл 21 матч.

### Смерть
Скончался 3 октября 2003 года в возрасте 90 лет.

## Достижения
АИК
- Чемпион Швеции (1): 1936/37
- Обладатель Кубка Швеции (1): 1949[англ.]